# Тайна забытой переправы
«Тайна забытой переправы» — остросюжетный приключенческий художественный чёрно-белый фильм, истерн, поставленный в 1973 году режиссёром Сухбатом Хамидовым на киностудии «Таджикфильм».
Премьера фильма состоялась в Москве 4 февраля 1974 года.

## Сюжет
Гражданская война в Средней Азии — февраль 1918 года. В окружённом басмачами Ходженте начинается голод. Руководители ревкома Козырев, Саттар и Алим с помощью главного муллы мечети Абдурахман-хана привлекают на свою сторону местных жителей, разбивают отряд басмачей и возвращают хлеб голодающим.

## В ролях
| Актёр                                               | Роль           |
| --------------------------------------------------- | -------------- |
| Георгий Жжёнов                                      | Козырев        |
| Махмуджан Вахидов (дублировал Александр Демьяненко) | Алим Рахматов  |
| Болот Бейшеналиев                                   | Саттар         |
| Ато Мухамеджанов (дублировал Ефим Копелян)          | Абдурахман-хан |
| Лейла Абукова                                       | Фатима         |
| Марьям Исаева                                       | Савсан         |
| Раджабали Хусейнов                                  | Шодмон         |
| Артык Джаллыев                                      | Тухсан-бек     |
| Юозас Урманавичюс                                   | белый офицер   |
| Шавкат Газиев                                       | Халил          |
| Мушарафа Касымова                                   | мать Фатимы    |
| Махмуд Тахири                                       | паромщик       |
| Исамат Эргашев                                      | Саид           |
| Гурминдж Завкибеков                                 | дервиш         |

### В эпизодах
- Махамадали Мухамадиев (в титрах М. Махмадалиев)
- Хабибулло Абдуразаков
- Анвар Тураев
- Галиб Исламов
- Абдулхамид Нурматов

### Озвучивание
- Ефим Копелян — Абдурахман-хан — роль Ато Мухамеджанова
- Александр Демьяненко — Алим Рахматов — роль Махмуджана Вахидова

## Съёмочная группа
- Режиссёр: Сухбат Хамидов.
- Сценарист: Агзам Сидки.
- Оператор: Анвар Мансуров.
- Композитор: Эдуард Артемьев.
- Художник: Владимир Артыков.

## Фестивали и награды
1974 — VII-й Всесоюзный кинофестиваль — диплом за исполнение роли в фильме актёру Ато Мухамеджанову.